# Fenster der Lübecker Burgkirche
Die sechs Fenster der Burgkirche oder Maria-Magdalena-Kirche galten bis zu ihrer weitgehenden Zerstörung im Zweiten Weltkrieg als Hauptwerke gotischer Glasmalkunst in Lübeck.

## Entstehung
Die Fenster gehörten zur Ausstattung der Maria-Magdalenen-Kirche des Lübecker Burgklosters. Die Entstehung der Bildfenster für den 1399 neu entstandenen Chor der Burgkirche ist durch zwei Stiftungen von Einzelfenstern in den Jahren 1407 und 1437 urkundlich belegt. Da die sechs Fenster stilistisch als einheitlicher Entwurf mit einem auf die Geschichte der Burgkirche abgestimmten Bildprogramm angesehen werden, gehen Kunsthistoriker davon aus, dass die weiteren vier Fenster im gleichen Zeitraum entstanden sind. Die Kartons für diese damals monumentalen Gemälde werden einem namentlich nicht bekannten Gehilfen/Schüler von Conrad von Soest zugeschrieben, der zuvor auch am 1403 von Conrad von Soest fertiggestellten Wildunger Altar mitgewirkt haben muss und daher mit dem Notnamen Meister der Burgkirchenfenster (oder mit Albrecht als Conrad von Soest-„Nachahmer“) bezeichnet wird. Seine Schaffenszeit kann anhand der vorgenannten Werke auf den Zeitraum von vor 1403 bis nach 1426, der jüngsten dendrologischen Datierung einer seiner Lübecker Altartafeln, nur annäherungsweise bestimmt werden.
Gerade für Werke der Glasmalerei ist die arbeitsteilig getrennte Ausführung der Kartons durch Glaswerkstätten bis heute nicht untypisch. Aufsehen erregte insoweit zu Beginn des 19. Jahrhunderts die Veröffentlichung einer Urkunde aus Florenz, wonach Francesco Livi als der beste Glaskünstler seiner Zeit in Europa von Lübeck nach Florenz berufen wurde, um dort ab 1436 die Fertigung der Glasfenster für den Dom zu übernehmen. Auch in Florenz wurden die Fenster für die Kuppel des Doms arbeitsteilig erstellt, die Glaskünstler setzten also die Vorlagen von Entwurfskünstlern um. Sowohl in Lübeck wie auch in Florenz können Livi bis heute keine Werke zugeordnet werden. Da aber die Burgkirchenfenster die herausragenden gotischen Bildfenster dieser Zeit in Lübeck waren, wird er immer wieder mit ihnen in Verbindung gebracht, weil anders sein Ruf als Künstler nicht zu erklären wäre. Zumindest für das 1437 von der Fronleichnamsbruderschaft gestiftete Fenster scheidet er damit aber definitiv als Ausführungskünstler aus, weil er vor diesem Zeitpunkt schon in Florenz war.
Die Fenster der Burgkirche werden bereits in frühen Darstellungen der Stadt Lübeck eigens erwähnt: 

„In den Fenstern findet sich auch noch der Alten schöne Glaß-Bilder-Art“

## Ausbau und Zerstörung
1806 wurden die Gottesdienste in der Burgkirche wegen Einsturzgefahr aufgrund statischer Probleme eingestellt. Nach 1818 wurde die Kirche abgerissen. Die Fenster verdankten ihren weiteren Erhalt ersten Initiativen zum Denkmalschutz in Lübeck zur Zeit des Abrisses. Sie wurden zunächst im Refektorium des Burgklosters, dann 1827 auf dem Hochchor der Katharinenkirche eingelagert. Aufgrund eines Senatsbeschlusses von 1836 wurden sie durch den Restaurator Carl Julius Milde in Zusammenarbeit mit dem Glasermeister Johann Jacob Achelius aufgearbeitet und in der Zeit von 1840 bis 1868 in wiederverwendungsfähigen Teilen und zum Teil in leicht veränderter Anordnung ihrer Einzelsegmente in die Marienkirche neu eingebaut. Milde war mit dem für Baumaßnahmen zuständigen Mitglied des Kirchenvorstands der Marienkirche und Mäzen Christian Adolf Nölting befreundet, der in großem Umfange Erneuerungsarbeiten an der Marienkirche durchführte. Hier gingen die Glasfenster dann gut hundert Jahre später, obwohl bereits 1941 vorsorglich ausgebaut, bis auf Reste des Kreuzlegendenfensters aufgrund der großen Hitzewelle an ihrem Lagerort in der Bürgermeisterkapelle beim Luftangriff auf Lübeck 1942 endgültig verloren.

## Beschreibung

### Marien-Magdalenen-Fenster
Das sechsbahnige Maria-Magdalena-Fenster war das zentrale und von der Fläche her größte Glasfenster der Maria-Magdalena-Kirche. Es war eine Stiftung des 1406 verstorbenen Bürgermeisters Henning von Rentelen als sechsteiliges Fenster in der Mitte des östlichen Chorabschlusses der Burgkirche. Die Bildfolge beschrieb legendarische Szenen aus dem Leben der Heiligen, wie sie die Legenda Aurea überlieferte. Wegen der Größe wurden die Bildscheiben beim Einbau in die Marienkirche auf drei Fenster verteilt. Nach der Restaurierung von 1840 erfolgte 1843 der Einbau an der Ostseite des Abschlusses des hohen Mittelschiffs der Marienkirche verteilt auf drei dreiteilige Fenster im Obergaden.

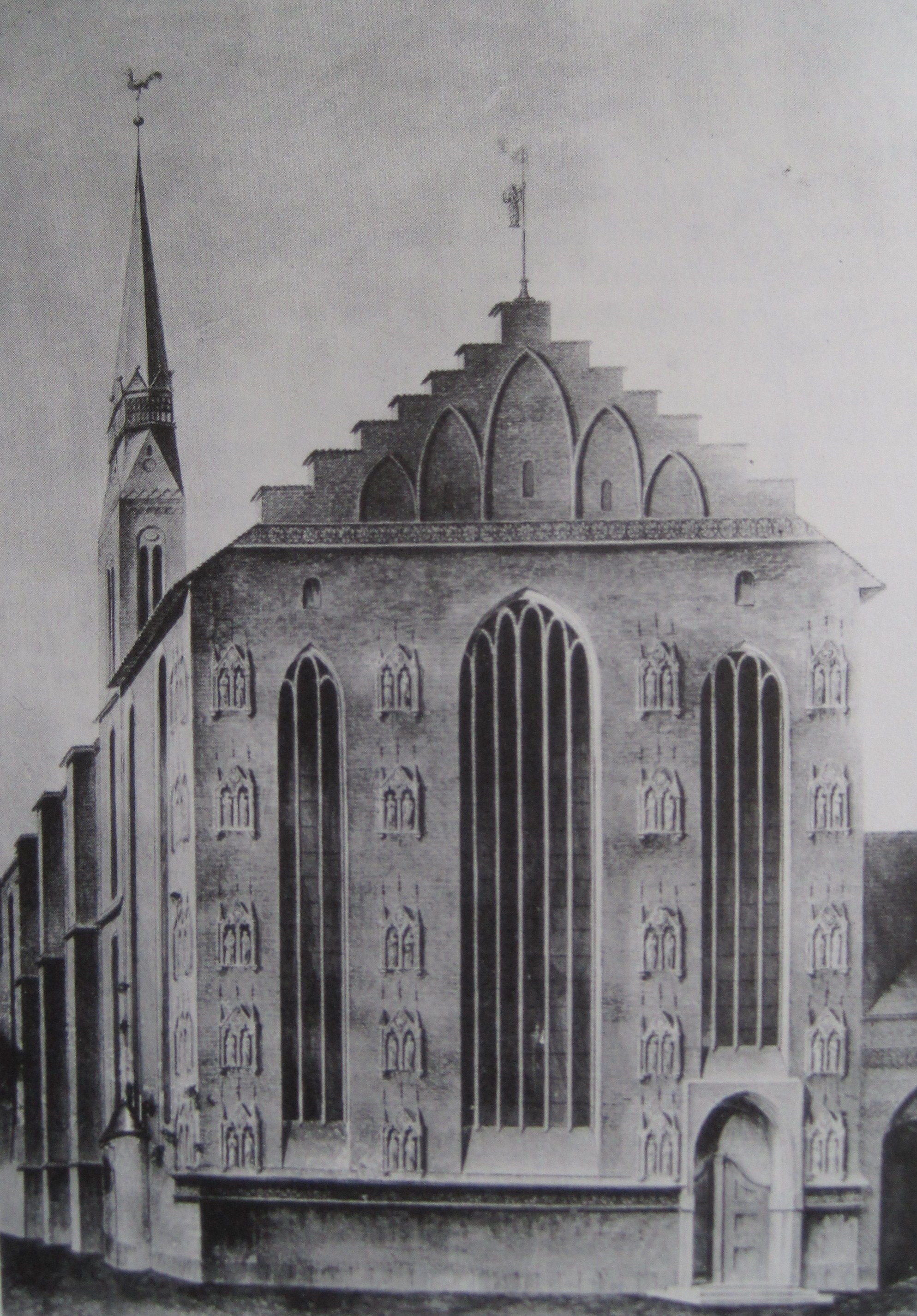
Ursprüngliche Anordnung in der Mitte des östlichen Chorabschlusses 1819, links das Paulusfenster und rechts das Petrusfenster
Zustand 1819 in der Burgkirche von Ludwig Heinrich Matthias Hauttmann
Marienkirche 1843
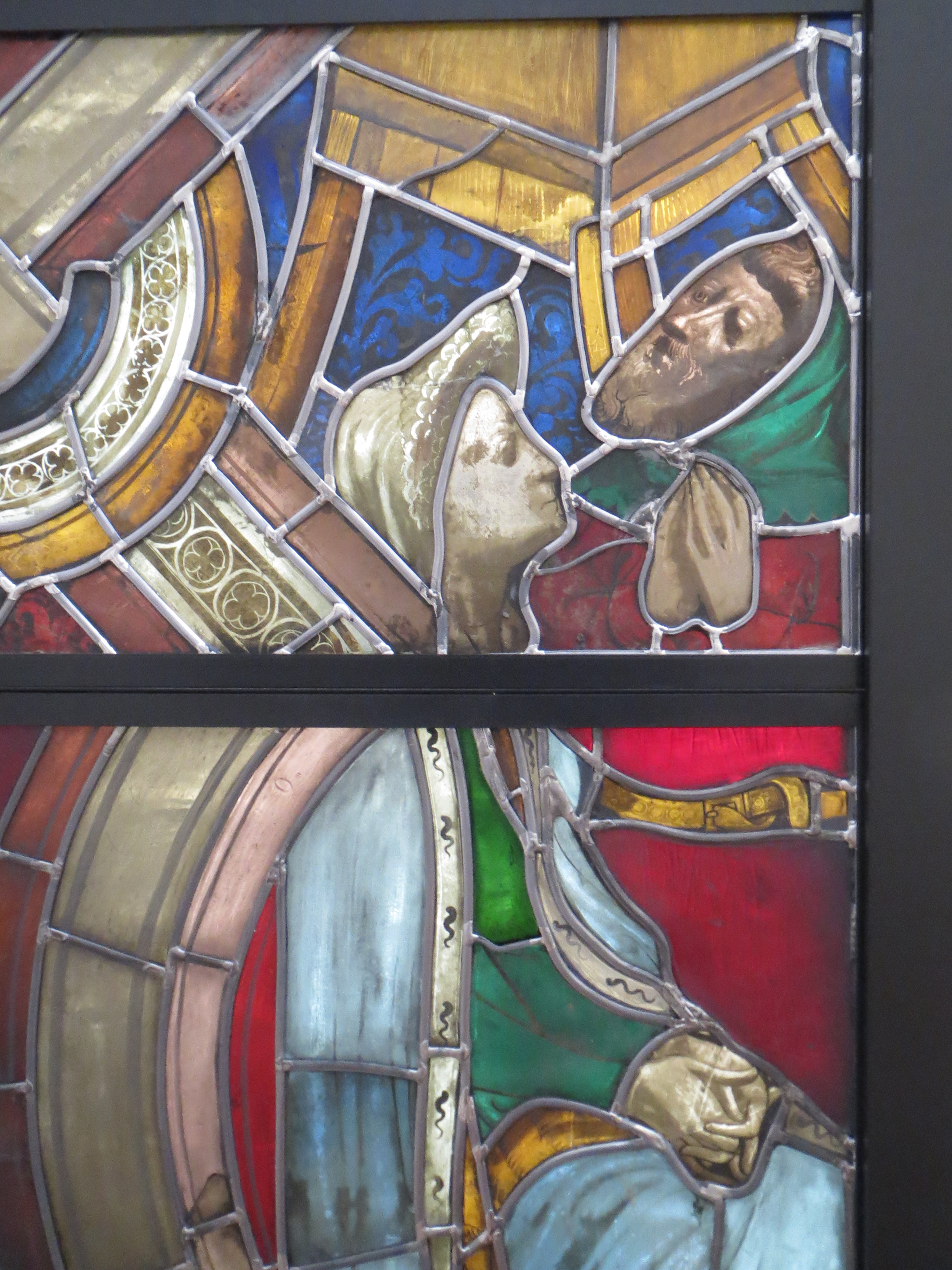
Rest im Burgkloster (Europäisches Hansemuseum)
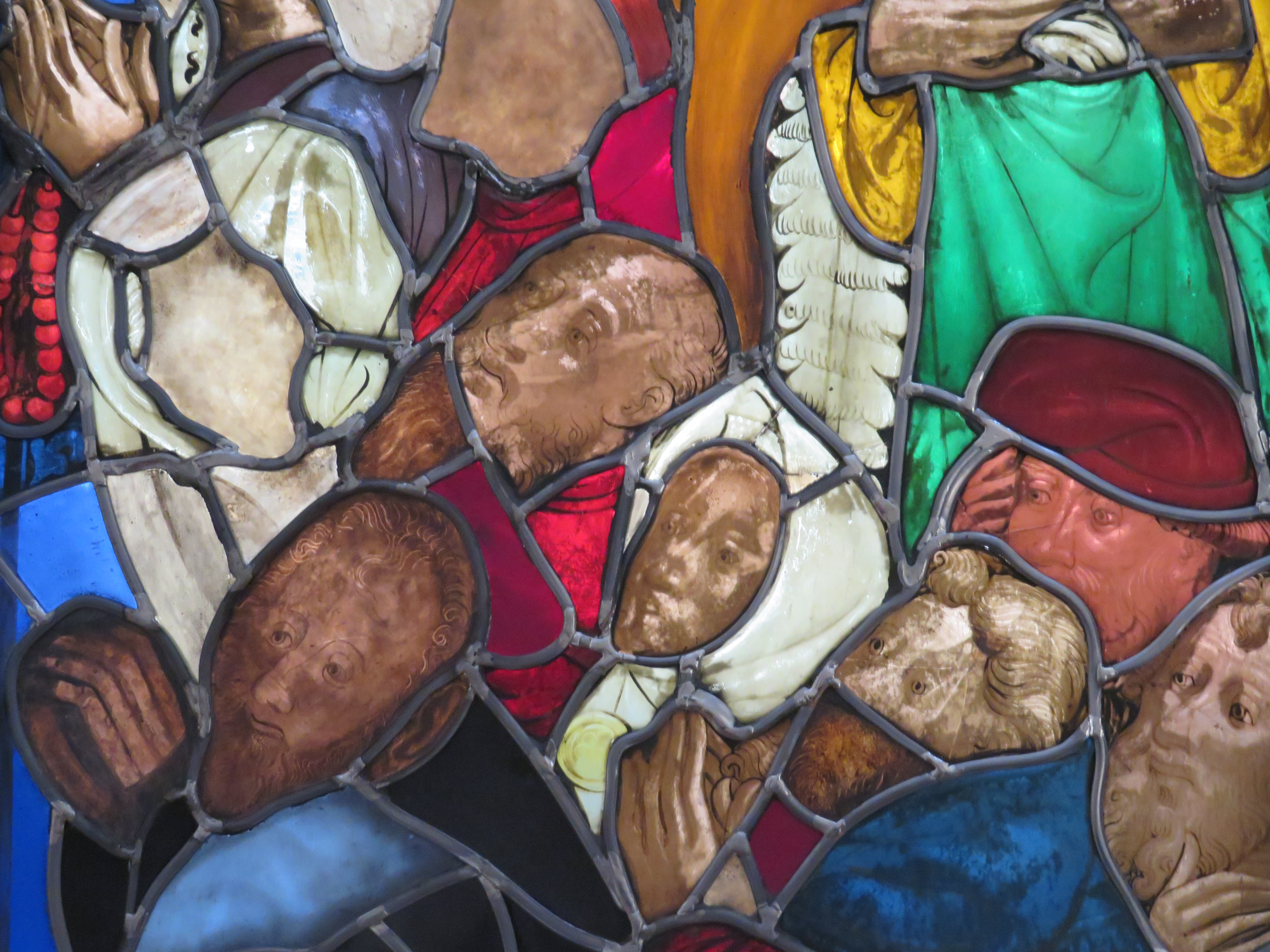
Rest im Burgkloster (Hansemuseum)

### Hieronymusfenster
Das Hieronymusfenster zeigte Szenen aus dem Leben des heiligen Hieronymus. Es befand sich ursprünglich gemeinsam mit dem Kreuzigungsfenster an der Nordseite des Chors der Burgkirche. Nach der Restaurierung 1840 wurde das Hieronymusfenster als östliches Fenster in die Sängerkapelle der Marienkirche (auch Marientiden- oder Beichtkapelle) eingesetzt.

Zusammensetzungsplan 1840
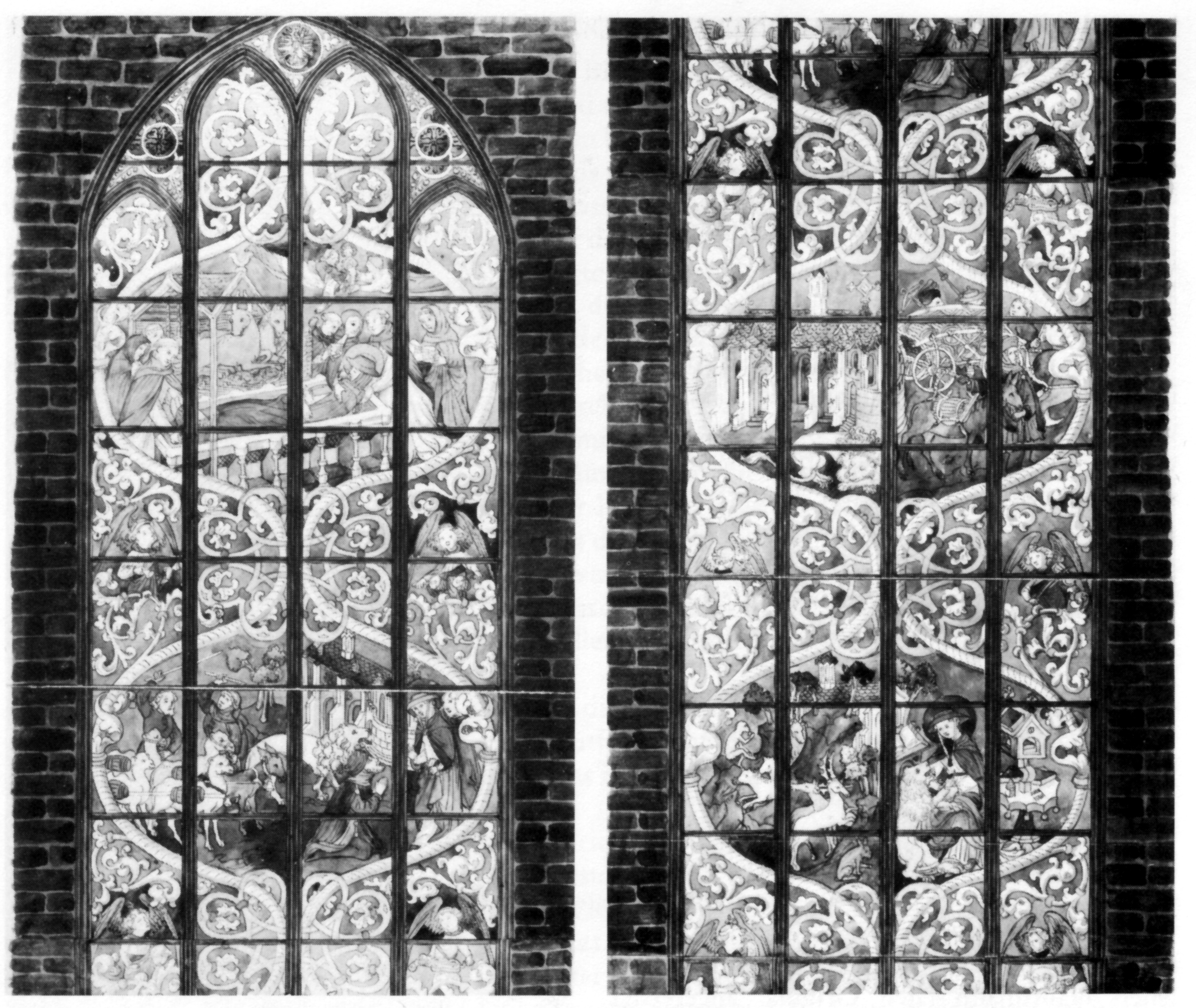
1840 in der Marienkirche
Detail, 1840 in der Marienkirche

### Kreuzlegendenfenster
Das Kreuzlegendenfenster, dessen Bildprogramm Szenen der Kreuzauffindung, Kreuzerhöhung und der Schlacht an der Milvischen Brücke umfasste, befand sich an der Südseite der Burgkirche; es wurde in der Marienkirche in das nordöstliche Fenster der Sängerkapelle eingesetzt. Etwa ein Drittel des Bildprogramms dieses Fensters überstand den Zweiten Weltkrieg und befand sich lange unrestauriert im Magazin des St.-Annen-Museums. Ab 2019 sind zwei Teilstücke restauriert ausgestellt.

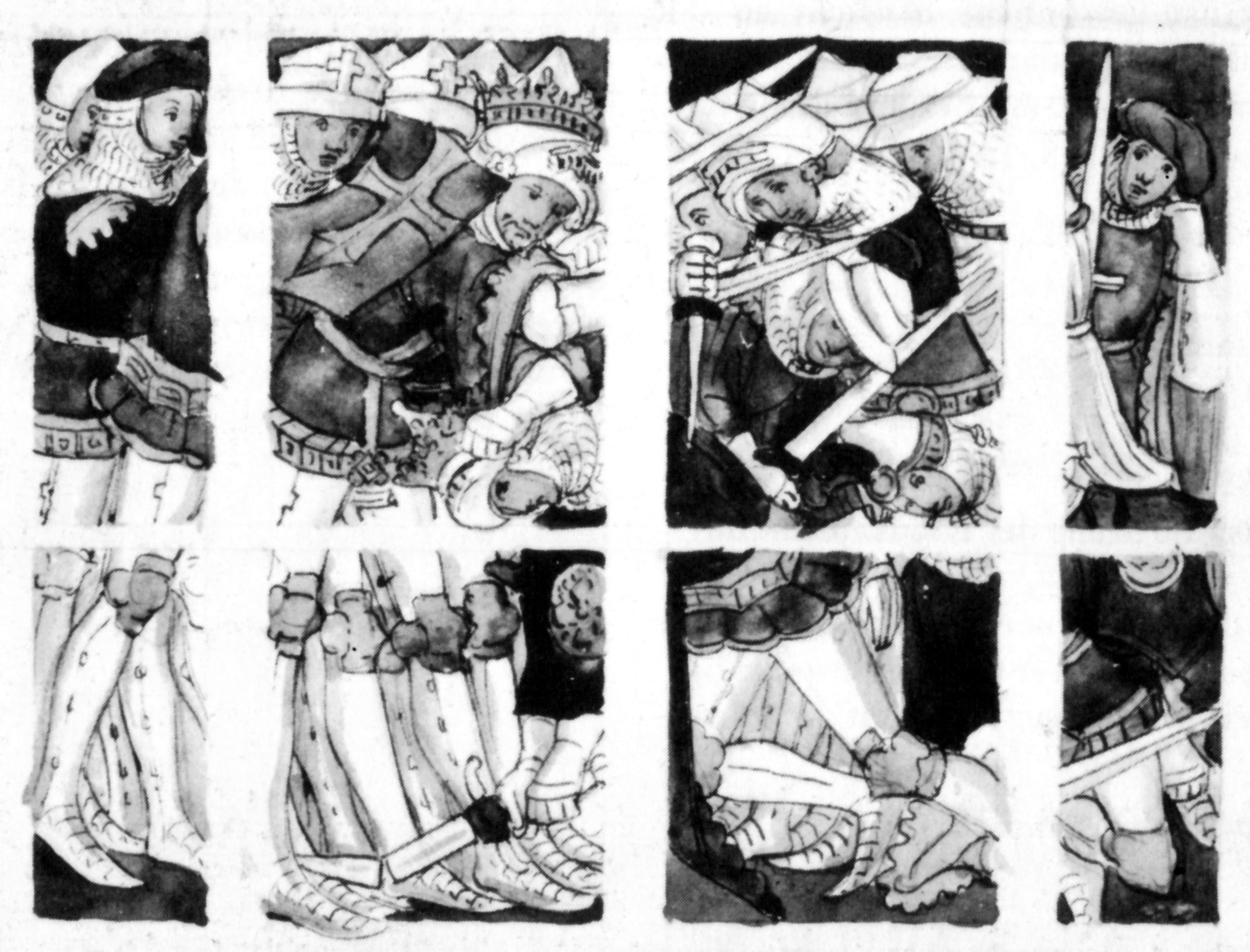
Ausschnitt Schlacht an der Milvischen Brücke
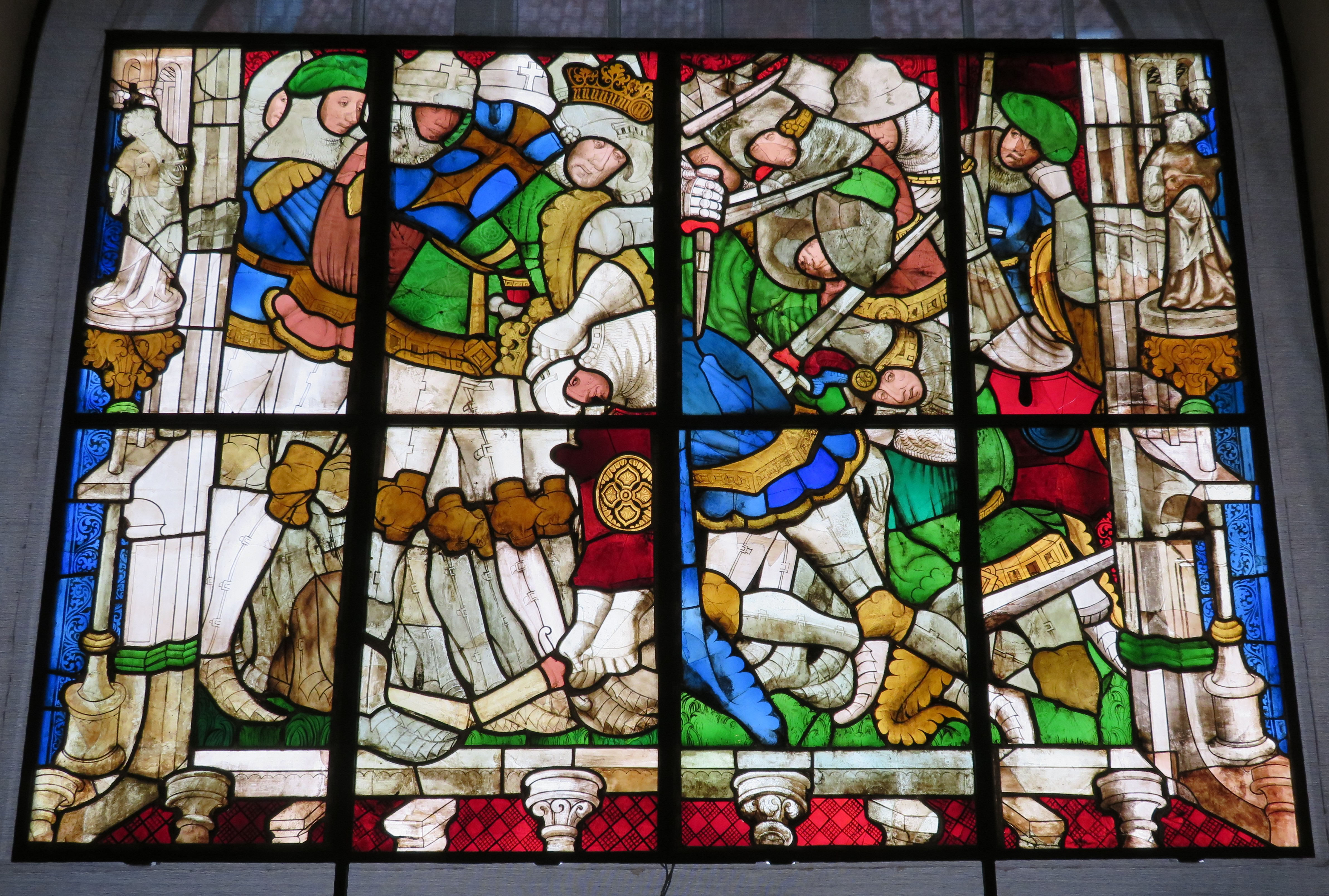
Schlacht an der Milvischen Brücke (2019)
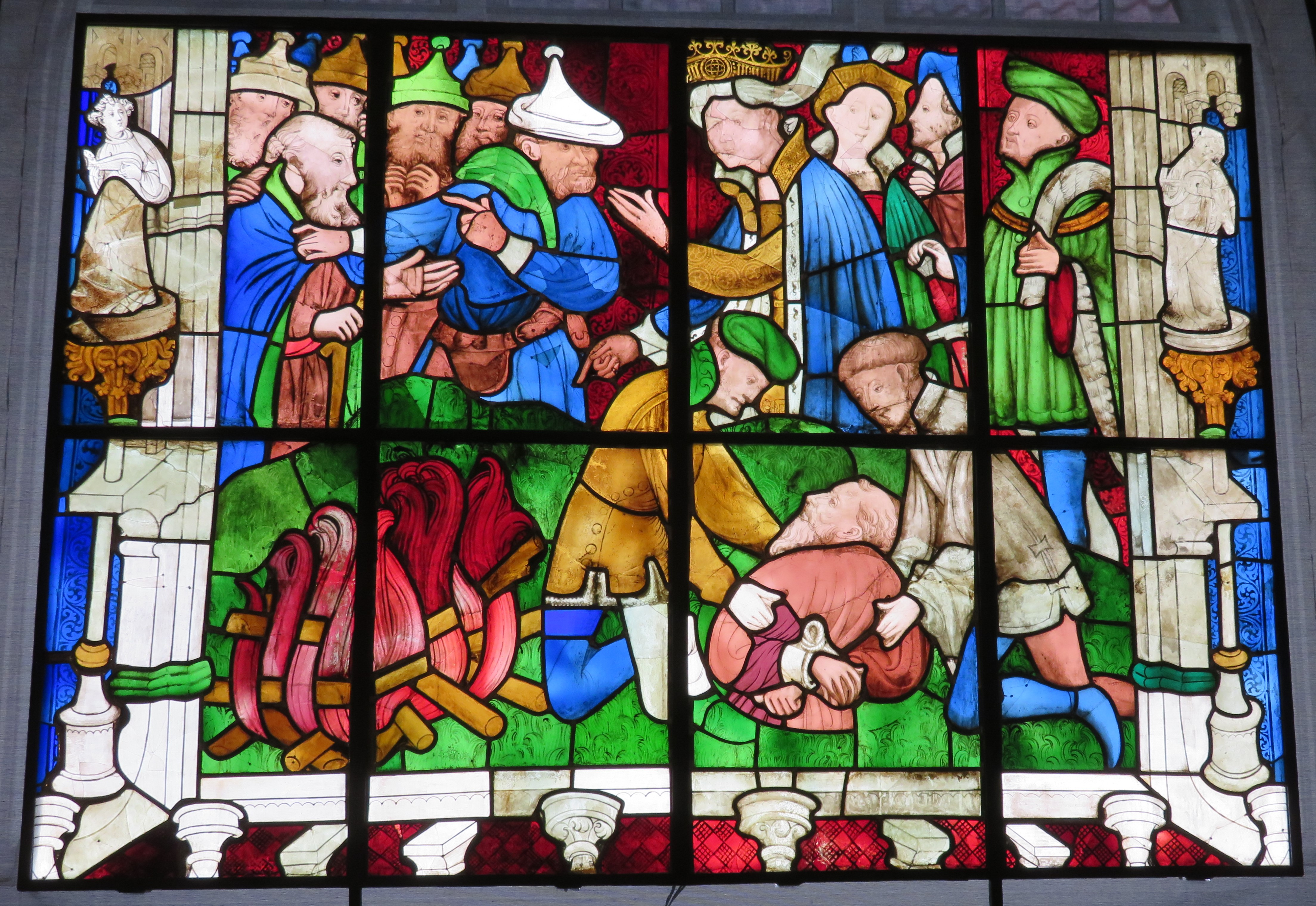
Helena bedroht die Juden (2019)

### Petrusfenster
Das Petrusfenster, ursprünglich das nördliche der drei Fenster der Ostfassade des Chors der Burgkirche zur Großen Burgstraße kam 1840 in das südöstliche Fenster der Sängerkapelle der Marienkirche.

### Paulusfenster
Das Paulusfenster wurde 1840 restauriert und, durch Carl Julius Milde vermehrt um eine Szene der Bekehrung des Paulus, im Zuge der neugotischen Renovierung der Westfassade 1868 in das Fenster der Greveradenkapelle in der Westfront der Marienkirche eingesetzt.

1868

### Kreuzigungsfenster
Das Kreuzigungsfenster befand sich ursprünglich gemeinsam mit dem Hieronymusfenster an der Nordseite des Chors der Burgkirche. Einbau über dem Westportal der Marienkirche in der Bergenfahrer-Kapelle. Es wurde ergänzt mit der 1521 vom Lübecker Rat zur Erinnerung an den verstorbenen Bürgermeister Tideman Berck aus Mitteln seines Nachlasses geschaffenen Marienkrönung, die 1839 aus der Sängerkapelle ausgebaut worden war, um dort Platz für die Fenster der Burgkirche zu schaffen.

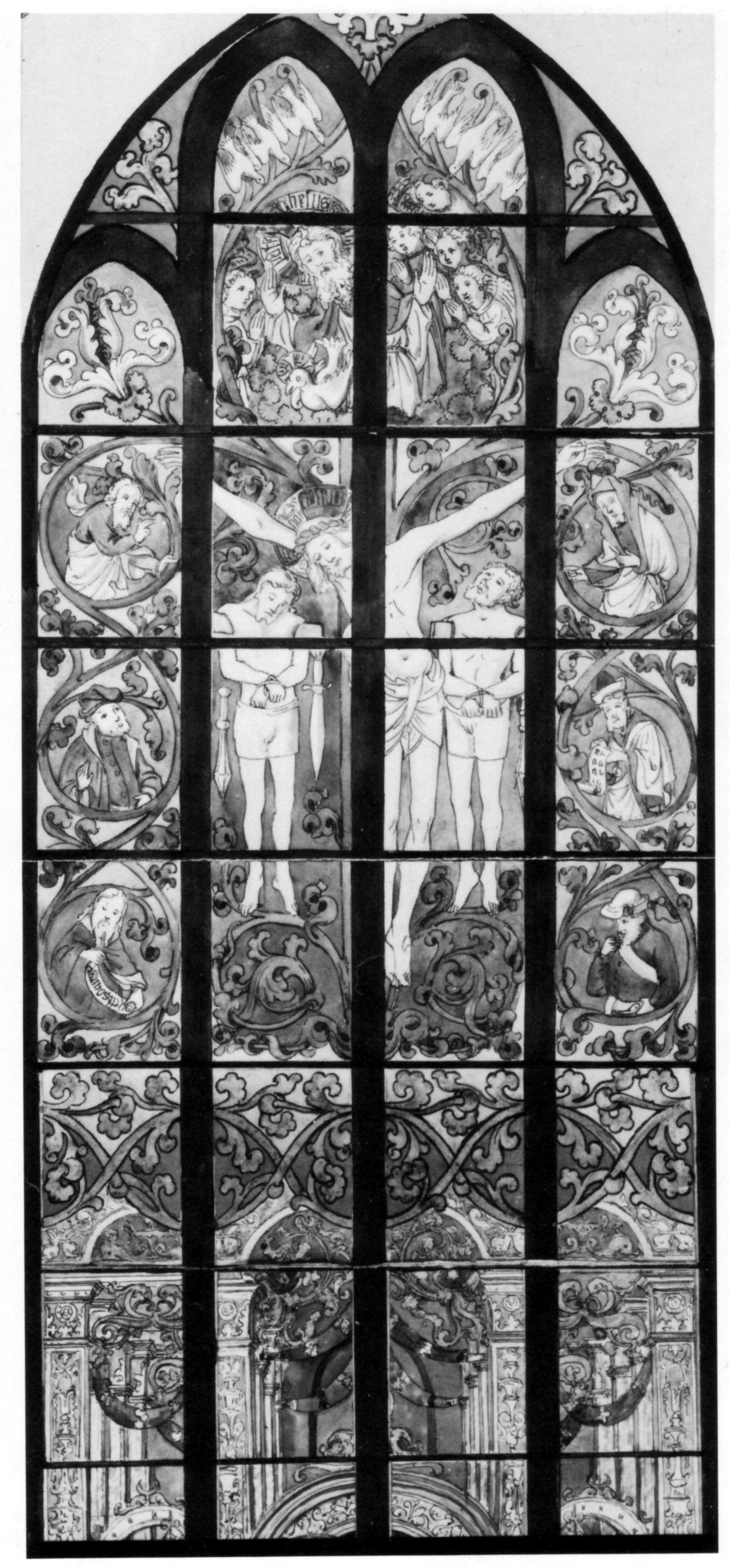

## Reste

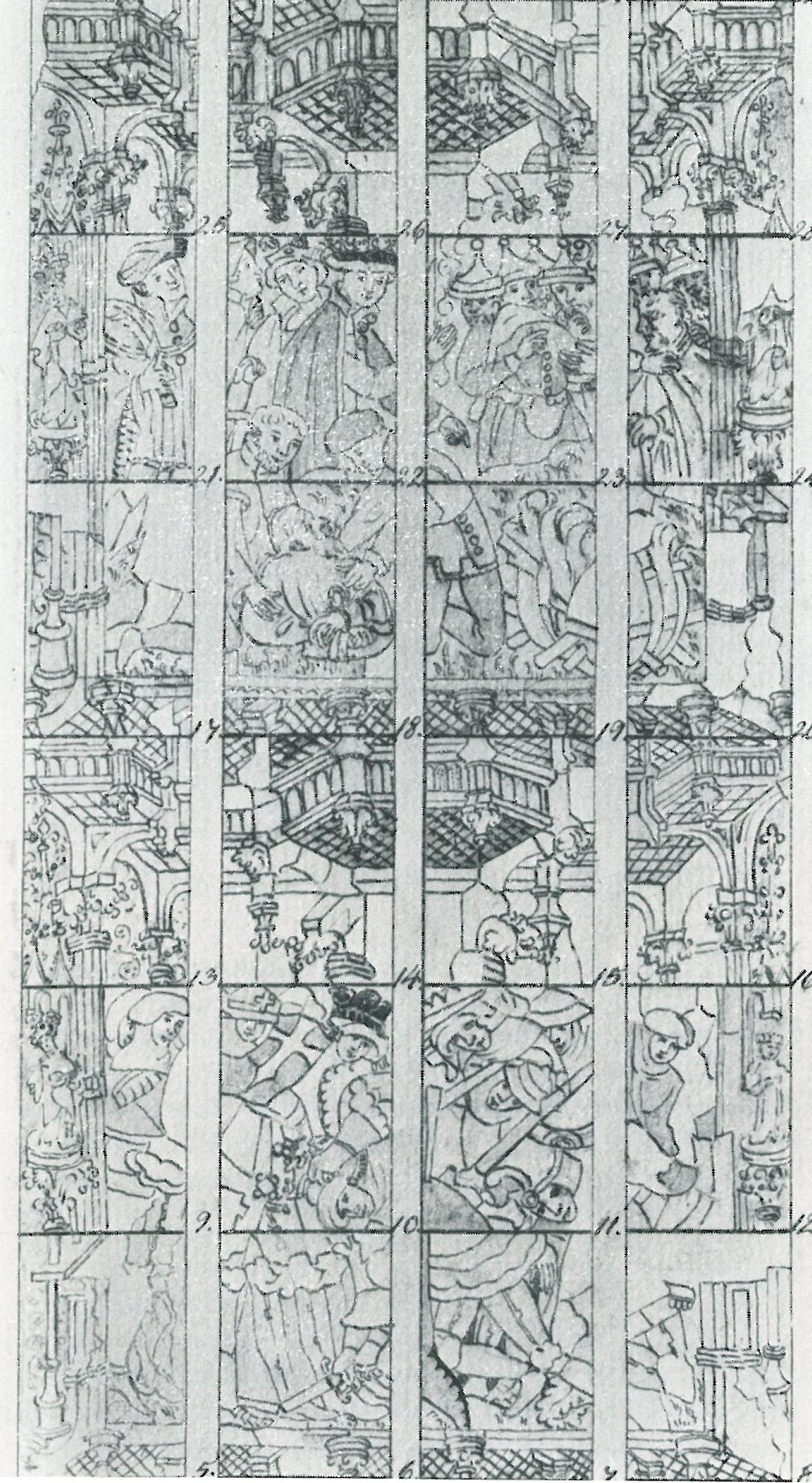
Erhaltene zwei Bildfelder des Kreuzlegendenfensters – Ausschnitt aus der Zeichnung von Ludwig Heinrich Matthias Hauttmann 1818/19

Nach dem Bombenangriff war von den eingelagerten Fensterscheiben nur noch ein großer schwarzer Schutthaufen vorhanden. Daraus ließen sich Reste bergen, darunter 24 Scheiben aus dem Kreuzlegendenfenster. Sie wurden von der Kirchengemeinde 1959 an das St. Annen Museum verkauft, wo sich schon von Milde im 19. Jahrhundert nicht verwandte Bildfragmente im Magazin befanden. Durch unsachgemäße Lagerung im Magazin stark beschädigt, wurden die geretteten Scheiben des Kreuzlegendenfensters 1979 von der Glasmalereiwerkstatt Oidtmann in Linnich restauriert.
Im Einzelnen handelt sich um die folgenden vier Felder, sieben Scheiben und Fragmente:
- aus dem Kreuzlegendenfenster die beiden Bildfelder Die Schlacht an der Milvischen Brücke. und Helena erfährt die Stelle, an der das Heilige Kreuz zu finden ist. eine Scheibe aus dem architektonischen Rahmen und ein Rankenfragment,[11] eine weitere Rahmen-Scheibe sowie ein Kopf aus dem Helena-Feld[12]
- aus dem Maria-Magdalenen-Fenster das Bildfeld Maria Magdalena predigt in Marsilia. sowie zwei Scheiben Davids Sieg über Goliath. und Engel mit Psalterium. sowie eine Scheibe mit Rahmenornament und zwei aus Fragmenten zusammengesetzten Scheiben[13]
- aus dem Hieronymus-Fenster das Bildfeld Christus und die Apostel erscheinen dem im Fieber von Teufeln gepeinigten Hieronymus[14]
- aus dem Paulusfenster figürliche und ornamentale Fragmente[15]

Einige weitere Fragmente lassen sich nicht zuordnen.